# Niels Winther Poulsen
Niels Christoffer Winther Poulsen (født 3. oktober 1902 i Skopun, død 19. marts 1990) var en færøsk lærer og politiker (SF). Han var uddannet lærer fra Jonstrup Seminarium i  1928. Poulsen arbejdede som lærer i Hvalba fra 1928-31, Sumba fra 1932-40 og Skopun 1940-69. Han var bestyrelsesmedlem i Føroya Lærarafelag fra 1956 til 1959.
Poulsen var borgmester i Sumbiar kommuna fra 1935 til 1939, og senere også i Skopunar kommuna fra 1950 til 1958. Han var kommunal-, skole- og landbrugsminister fra 1959 til 1963, og derefter kommunal-, kultur- og skoleminister fra 1963 til 1967.
Han var ven med havebrugspioneren Gazet Patursson og skrev et mindeord om ham.